# Corcova
Corcova là một xã thuộc hạt Mehedinți, România. Dân số thời điểm năm 2002 là 6095 người.